# Shche ne vmerla Ukrayina
Shche ne vmerla Ukrayína (ucraniano: Ще не вмерла Україна; «Ucrania aún no ha muerto»), es el himno nacional de Ucrania. La música fue compuesta en 1863 por Myjaylo Verbitski, compositor y sacerdote greco-católico. La letra fue escrita por Pavló Chubinski que vivía en Kiev. La letra es similar a las líricas de los himnos de Polonia, Serbia, e Israel. En 1917, el himno fue adoptado en la República Popular Ucraniana. El 15 de enero de 1992, tras la independencia de la Unión Soviética, la nación readoptó el himno únicamente con la música. El 6 de marzo de 2003, fue adoptada la letra con una leve modificación a las líricas de Chubinski hecha por la Rada Suprema (parlamento).
El Artículo 20 de la Constitución de Ucrania (28 de junio de 1996) estipula: El Himno de Ucrania - el himno nacional se basó en la música de M. Verbitski con palabras establecidas por una ley que será adoptada por una mayoría de dos terceras partes de la composición constitucional del Rada Supremo de Ucrania.

## Historia

### Contexto

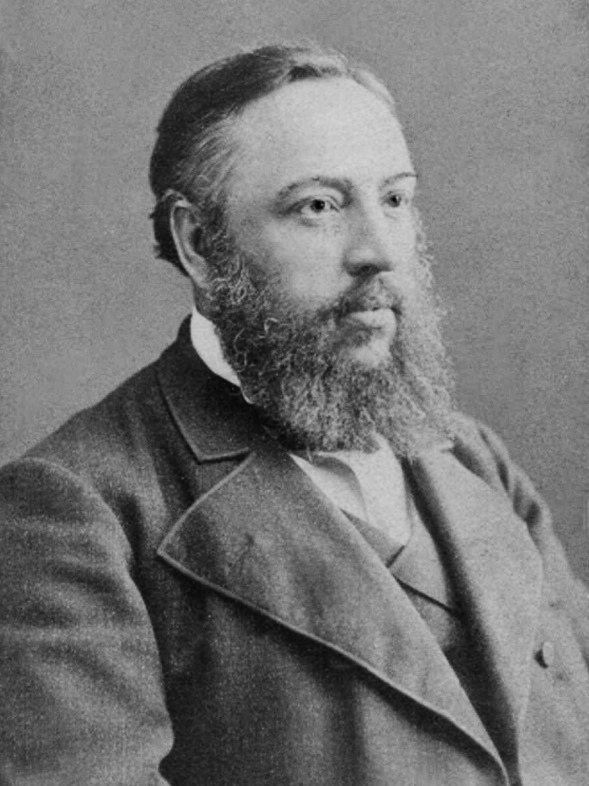
Pavló Chubinski

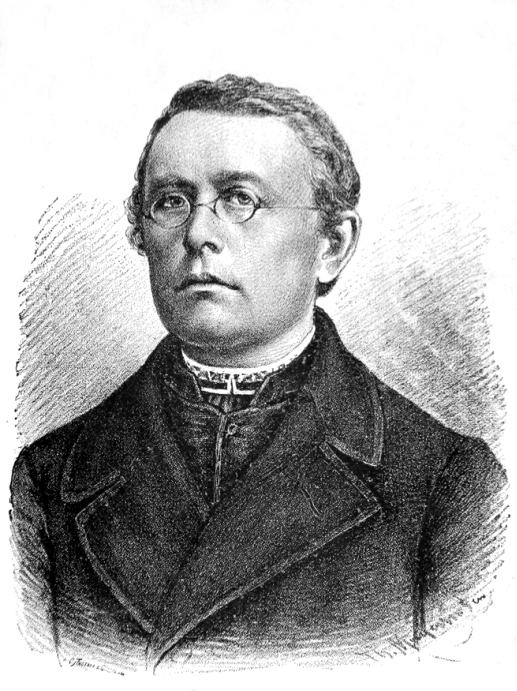
Mijailo Verbitski

El himno nacional ucraniano se remonta a una de las fiestas del etnógrafo ucraniano Pavló Chubinski que tuvo lugar durante el otoño de 1862. Los académicos creen que la canción patriótica polaca  «Polonia aún no está perdida», que data de 1797 y posteriormente se convirtió en el himno nacional de Polonia y de las Legiones Polacas, también influyó en las letras de Chubynskyi.  La canción patriótica polaca era popular entre las naciones de la antigua República de las Dos Naciones que en ese momento luchaban por su independencia; el Levantamiento de Enero comenzó unos meses después de que Chubinski escribiera su letra. Según el autor de sus memorias, que estaba presente, Chubinski escribió la letra espontáneamente después de escuchar a estudiantes serbios cantando «Srpska pesma» de Svetozar Miletić. (tdl. ‘Canción serbia’) durante una reunión de estudiantes serbios y ucranianos en un apartamento en Kiev. 
Las palabras de Chubinski fueron rápidamente retomadas por los primeros ucranófilos. En 1862, el jefe de gendarmería, el príncipe Vasily Dolgorukov, exilió a Chubinski a la gobernación de Arcángel por su «peligrosa influencia en la mente de los plebeyos».
El poema se publicó oficialmente por primera vez en 1863 cuando apareció en el cuarto número de la revista Meta de Leópolis; la revista atribuyó erróneamente el poema a Taras Shevchenko.  Se hizo popular en los territorios que ahora forman parte de Ucrania occidental y llegó a la atención de un miembro del clero ucraniano, Mijailo Verbitski de la Iglesia greco-católica ucraniana. Inspirado por las letras de Chubinski, Verbitski, entonces un destacado compositor en Ucrania, decidió ponerle música.  La letra se publicó por primera vez con la partitura de Verbitski en 1865.  La primera interpretación coral pública de la pieza tuvo lugar en 1864 en el Teatro Ruska Besida de Leópolis. 
Una de las primeras grabaciones de este himno (entonces escrito como «Szcze ne wmerła Ukrajiny ni sława, ni wola») en ucraniano fue publicada en un disco de gramófono por Columbia Phonograph Company, ahora conocido como Columbia Records, durante la Primera Guerra Mundial en 1916. Fue interpretada como canción popular por un emigrante ucraniano de Leópolis residente de Nueva York, Mykhailo Zazuliak, en 1915.

### Primeros usos
«Shche ne vmerla Ukraina» no se utilizó como himno estatal hasta 1917, cuandfo fue adoptado por la República Popular de Ucrania como su himno nacional.   Aun así, incluso entre 1917 y 1921, la canción no fue adoptada legislativamente como himno estatal exclusivo, ya que también se utilizaban otros himnos en esa época.

### Período soviético
En 1922, la República Socialista Soviética de Ucrania firmó el Tratado sobre la creación de la URSS con la República Socialista Soviética de Rusia, la República Socialista Soviética de Transcaucasia y la República Socialista Soviética de Bielorrusia, que creó la Unión Soviética. Tras la firma del tratado, el régimen soviético prohibió «Šče ne vmerla Ukrainy». Las autoridades decidieron más tarde que cada república soviética por separado podría tener su himno, pero «Šče ne vmerla Ukrainy» fue rechazado en un intento de ayudar a suprimir los sentimientos separatistas de los nacionalistas ucranianos. En 1939, «Šče ne vmerla Ukrainy» fue adoptado como el himno oficial de Ucrania de los Cárpatos.
Después de que Joseph Stalin ordenase que «La Internacional» fuera reemplazada por el Himno nacional de la Unión Soviética en 1944, todas las repúblicas constituyentes de la unión se vieron obligadas a producir también cada uno de sus himnos regionales representativos. el gobierno ucraniano creó una comisión sobre el himno el 23 de febrero de 1944.  Las autoridades soviéticas, después de un período de lucha, persuadieron con éxito a los intelectuales públicos para que crearan un himno con una letra que se ajustara a sus intereses políticos y una música libre de cualquier elemento nacional ucraniano.  el 23 de febrero, el presidente ucraniano Mykhailo Hrechukha inauguró la reunión leyendo una sinopsis del futuro himno ante músicos y literatos: la primera estrofa preveía la unión de la nación ucraniana con los Sóviets; la segunda, el pueblo ucraniano, sus luchas y la «libertad» bajo Lenin y Stalin; y la tercera, el «florecimiento» económico y político de Ucrania en la unión. el estribillo fue concebido para ser utilizado después de cada estrofa, lo que fue considerado como un himno a la unión de los pueblos soviéticos y la Ucrania reunificada después de la anexión soviética de Galicia Oriental y Volinia. 
Los compositores trabajaron en la partitura antes de tomar una decisión sobre la letra; en febrero de 1945, 11 compositores fueron seleccionados como finalistas.  La partitura de Anton Lebedynets ganó con una abrumadora mayoría de votos,  y la partitura fue adoptada como música del nuevo himno soviético en noviembre de 1949.  A principios de enero de 1948, la obra lírica de Pavló Tichina y el coautor Mykola Bazhan ganó; debido al plagio de su texto, Oleksa Novytskyi exigió ser incluido como coautor, pero fue en vano.  el 21 de noviembre de 1949 se adoptó el nuevo himno de la República Socialista Soviética de Ucrania.  Borys Yarovynskyi editó y reorquestó el himno en 1979. 

### Después de la independencia
El 15 de enero de 1992, el Parlamento ucraniano adoptó «Šče ne vmerla Ukrainy» como himno estatal  y posteriormente fue instituido en la Constitución ucraniana. Sin embargo, la letra del himno no se adoptó oficialmente hasta el 6 de marzo de 2003, cuando la Rada Suprema aprobó una ley sobre el himno estatal de Ucrania (Закон «Про Державний гімн України»), propuesta por el entonces presidente Leonid Kuchma. La ley propuso la música de Mijailo Verbitski y la primera estrofa y el estribillo de Pavló Chubinski de su poema «Šče ne vmerla Ukrainy». Sin embargo, la primera línea de la letra debía cambiarse de Šče ne vmerla Ukraina, i slava, i volia a Šče ne vmerla Ukrainy i slava, i volia. [e ] La ley fue aprobada con una abrumadora mayoría de 334 votos de los 450, con sólo 46 diputados en contra. Sólo los miembros del Partido Socialista de Ucrania y del Partido Comunista de Ucrania se abstuvieron de votar. el himno nacional, que hasta entonces oficialmente estaba compuesto sólo por música de Mijailo Verbitski, a partir de ahora incluiría también la letra modificada de Pavló Chubinski.
La popularidad del himno ucraniano se volvió particularmente alta a raíz de las protestas de la Revolución Naranja de 2004 y el Euromaidán de 2013. el compositor ucraniano Valentyn Sylvestrov, que participó en las protestas ucranianas en Kiev, caracterizó el himno ucraniano de esta manera:

El himno ucraniano es asombroso. Al principio puede no causar gran impresión, pero eso es solo a primera vista. En efecto, este himno fue compuesto por Mykhailo Verbytskyi, un compositor eclesiástico de mediados del siglo XIX. Vivió bajo la monarquía austriaca y probablemente admirase a Schubert; poseía un talento para la eufonía, evidente en sus composiciones litúrgicas. Era un compositor de música sacra. Y esta canción patriótica la creó como tal: como un compositor religioso. Este canto es un «Aleluya». ¡Ningún otro himno nacional tiene algo similar! Es una pieza única: el himno de Ucrania, que al mismo tiempo posee todas las características del inicio de una liturgia. Los recuerdos de una liturgia, de una vigilia nocturna, parecen haber quedado impregnados en este himno. Parece como si el viento soplara dentro de este canto sencillo, como si las ramas de los árboles cantasen.
Valentyn Sylvestrov

#### Desde Euromaidán hasta la guerra ruso-ucraniana
Durante las protestas de Euromaidán de 2013, el himno se convirtió en una canción revolucionaria para los manifestantes. En las primeras semanas de las protestas, cantaron el himno nacional una vez por hora, encabezados por la cantante Ruslana. En World Affairs, Nadia Diuk sostiene que el himno nacional se utilizó como «el llamado claro de la 'revolución'» durante Euromaidán, lo que añadió peso a protestas del que carecían las anteriores, como la Revolución Naranja.  En una encuesta de 2014, tras la pregunta «¿Cómo ha cambiado su actitud hacia lo siguiente durante el último año?», el Instituto Internacional de Sociología de Kiev descubrió que la actitud hacia el himno nacional ucraniano había «mejorado mucho» en el 25,3% de los ucranianos,  especialmente después del inicio de la guerra ruso-ucraniana.
Después del inicio de la invasión rusa de Ucrania, varias orquestas de Europa y América del Norte interpretaron el himno nacional ucraniano para mostrar su solidaridad con Ucrania.

## Letra

### Letra oficial en ucraniano
| Alfabeto cirílico | Alfabeto latino |
| --- | --- |
| Ще не вмерла України і слава, і воля, Ще нам, браття молодії, усміхнеться доля. Згинуть наші воріженьки, як роса на сонці. Запануєм і ми, браття, у своїй сторонці. 𝄆 Душу й тіло ми положим за нашу свободу, І покажем, що ми, браття, козацького роду. 𝄇 | Šče ne vmerla Ukraïny i slava, i volia, Šče nam, brattia molodiï, usmichneťsia dolia. Zhynuť naši vorižeńky, jak rosa na sonci, Zapanujem i my, brattia, u svoïj storonci. 𝄆 Dušu j tilo my položym za našu svobodu, I pokažem, ščo my, brattia, kozaćkoho rodu. 𝄇 |

| Pronunciación en español | Transcripción AFI |
| --- | --- |
| Shche ne vmérla Ucrayína y sláva, y vólia, Shche nam, bráttia molodíyi, usmijnétsia dólia. Zgínut náshi vorizhénqui, yac rosá na sóntzi. Zapanúyem y mi, bráttia, u svoyíy storóntzi. 𝄆 Dúshu y tílo mi polózhim za náshu svobόdu, Y pocázhem, shcho mi, bráttia, cozátzcogo ródu. 𝄇 | [ʃt͡ʃɛ nɛ ˈu̯mɛr.ɫɐ ʊ.krɐ.ˈji.nɪ ǀ i ˈsɫɑ.wɐ i ˈwɔ.lʲɐ ‖] [ʃt͡ʃɛ nɑm ˈbrɑtʲ.tʲɐ mo.ɫo.ˈdi.ji ǀ ʊ.smix.ˈnɛtʲ.sʲɐ ˈdɔ.lʲɐ ‖] [ˈzɦɪ.nʊtʲ ˈnɑ.ʃi wo.ri.ˈʒɛnʲ.kɪ ǀ jɑk ro.ˈsɑ nɑ ˈsɔn.t͡si ǀ] [zɐ.pɐ.ˈnu.jem i mɪ ˈbrɑtʲ.tʲɐ ǀ u swo.ˈjij sto.ˈrɔn.t͡si ‖] 𝄆 [ˈdu.ʃʊ‿j ˈti.ɫo mɪ po.ˈɫɔ.ʒɪm ǀ zɑ ˈnɑ.ʃʊ swo.ˈbɔ.dʊ ǀ] [i po.ˈkɑ.ʒem ʃt͡ʃɔ mɪ ˈbrɑt.tʲɐ ǀ ko.ˈzɑt͡sʲ.ko.ɦo ˈrɔ.dʊ ‖] 𝄇 |

### Traducción al español
Aún no han muerto ni la gloria, ni la libertad de Ucrania,
Aún a nosotros, hermanos compatriotas, nos sonreirá la fortuna.
Se desvanecerán nuestros enemigos, como el rocío bajo el sol.
Gobernaremos nosotros, hermanos, en nuestra propia tierra.
Coro:
El alma y el cuerpo sacrificaremos por nuestra libertad,
Y mostraremos que nosotros, hermanos, somos de la estirpe cosaca.

### Letra antes de la modificación de 2003
| Ucraniano | Traducción |
| --- | --- |
| Ще не вмерла України, і слава, і воля, Ще нам, браття-українці, усміхнеться доля. Згинуть наші вороженьки, як роса на сонці, Запануєм і ми, браття, у своїй сторонці. Приспів: Душу й тіло ми положим за нашу свободу І покажем, що ми, браття, козацького роду. Станем браття, в бій кривавий, від Сяну до Дону В ріднім краю панувати не дамо нікому. Чорне море ще всміхнеться, дід Дніпро зрадіє, Ще на нашій Україні доленька наспіє. Приспів А завзяття, щира праця свого ще докаже, Ще ся волі в Україні піснь гучна розляже. За Карпати відіб'ється, згомонить степами, України слава стане поміж народами. Приспів | Aún no han muerto ni la gloria, ni la libertad de Ucrania Aún a nosotros, hermanos ucranianos, nos sonreirá la fortuna. Nuestros enemigos se desvanecerán, como el rocío bajo el sol, Gobernaremos nosotros, hermanos, en nuestra propia y libre tierra. Estribillo: El alma y cuerpo sacrificaremos por nuestra libertad, Y mostraremos que nosotros, hermanos, somos de la estirpe cosaca. Resistiremos la lucha por la libertad, desde el San al Don, No dejaremos que otros manden en nuestra madre patria. El mar Negro sonreirá y el abuelo Dniéper se regocijará, Ya que en nuestra Ucrania la fortuna florecerá de nuevo. Estribillo Nuestro empeño y nuestro sincero esfuerzo será recompensado, Y la canción de la libertad resonará en toda Ucrania. Haciendo eco en los Cárpatos, y retumbando por las estepas, La gloria de Ucrania será conocida por todas las naciones. Estribillo |

## Adaptaciones
La canción «¡Gloria a Ucrania!», escrita como «canción de resistencia» durante la invasión rusa de Ucrania en 2022, está inspirada en el inicio del himno nacional ucraniano.

## Arreglos y actuaciones notables
- «Ukraine has not perished!». Mykhailo Zazulyak. Columbia Studio, Estados Unidos, 1915;[42]
- «¡Ucrania ya se ha levantado!» (Вже воскресла Україна!) (año 1926) de Mykhailo Zazulyak;[43]
- Himno nacional de Ucrania (versión rock) de Nicky Rubchenko;[44]
- Himno de Ucrania interpretado por 14 nacionalidades de Ucrania;[45]
- Himno de Ucrania en arreglo orquestal e instrumental de Anatoly Avdievskyi;[46]
- Himno nacional de Ucrania interpretado por Apocalyptica;[46]
- Himno nacional de Ucrania interpretado por Dzidzio;[47]
- Himno nacional de Ucrania interpretado por Tina Karol;[48][49]
- Himno nacional de Ucrania interpretado por Jamala[50]
- Himno nacional de Ucrania interpretado por Oleksandr Ponomaryov[51]
- Himno nacional de Ucrania interpretado por Vopli Vidopliassova[52]